# K'gari
 K'gari tidigare Fraserön (en. Fraser Island) är den största sandön i världen. Den ligger utanför Australiens östra kust omkring 200 km norr om Brisbane i Queensland. Med Cooloola, bildar ön regionen Great Sandy, som sträcker sig 175 km från norr till söder och varierar i bredd upp till 25 km. Öns högsta punkt ligger 260 m ö.h. Fraserön är skyddad genom Great Sandy nationalpark och skrevs 1992 in på Unescos världsarvslista. 
Namnet på ön är Butchullafolkets K'gari, som betyder paradiset. Européernas ankomst till området var en total katastrof för Butchullafolket och numer finns det inga aboriginska stammar som bor på Fraserön. Namnet Fraserön kommer ifrån Eliza Fraser. Kaptenen James Fraser och hans fru Elisa Fraser led skeppsbrott på ön 1836. Skeppets namn var Stirling Castle. Kapten Fraser dog, men Eliza lyckades ta sig från ön. Efter detta reste Eliza runt i England och Australien och tjänade pengar på att berätta om det som hände när skeppet Stirling Castles officerare var på ön. Hon lär ha berättat flera olika versioner av sin historia, så det är osäkert vilken som är den mest korrekta.

## Turism
Ön nås med färja och bussturer går längs ön. Det finns gott om campingplatser på ön. Det finns också områden som behöver återhämta sig och därför är förbjudna att besöka.
Sjön McKenzie, som ligger i inlandet en bit från byn Eurong, är ett populärt turistmål. Det är en sjö som ligger på toppen av den kompakta sanden och växtligheten. Sanden på stranden består av nästan ren kisel. Sjöarna är mycket näringsfattiga och något sura. 
Eli creek är en populär badplats att på öns östra kust. 

## Djurliv
Dingor är vanliga på ön. Dessa djur är bland de sista renrasiga dingona, så hundar är inte tillåtna på ön. Det finns ingen som bevisligen har blivit attackerad av dessa på Fraserön, men 2001 kom en pojke iväg från sina föräldrar och hittades senare död, med spår av en dingoattack. De verkliga omständigheterna kring hans död kommer dock sannolikt aldrig bli kända.